# Пиндеев, Александр Валерьевич
Александр Валерьевич Пиндеев (13 марта 1971, Одесса) — советский и украинский футболист, нападающий.

## Биография
Воспитанник одесской ДЮСШ-6 и ДЮСШ «Дзержинец», тренер — А. Рожко. В начале своих занятий футболом играл на позиции вратаря, но позже был переведён в нападение.
С 1989 года выступал за дубль «Черноморца», в 1990 году забил два гола в турнире дублёров, в 1991 году — 9 голов. В основном составе «моряков» дебютировал в матче высшей лиги СССР 9 мая 1991 года против «Металлиста», заменив на 82-й минуте Владимира Зинича. Всего в последнем сезоне чемпионата СССР сыграл четыре матча в высшей лиге и две игры в Кубке СССР. В 1992 году сыграл один матч за одесский клуб в Кубке Украины, в котором забил гол, а также играл за дубль.
В апреле 1992 года перешёл в «Ворсклу», игравшую в первой лиге, и до конца весеннего сезона успел забить 9 голов. В сезоне 1992/93 стал автором 17 мячей и вошёл в пятёрку лучших бомбардиров турнира.
В ходе сезона 1993/94 перешёл в «Кремень». Дебютный матч в высшей лиге Украины сыграл 13 октября 1993 года против «Таврии», заменив в перерыве Андрея Федькова. В первом сезоне не забил ни одного гола за клуб, в начале следующего сезона отличился 17 июля 1994 года с пенальти в ворота «Вереса» и уже в августе покинул клуб. Осенью 1994 года снова играл за «Ворсклу».
В 1995 году перешёл в латвийский «Сконто», в его составе стал неоднократным чемпионом Латвии. Первые голы в турнире забил 5 августа 1995 года, сделав хет-трик в ворота «Квадрата». В 1996 году занял второе место в споре бомбардиров чемпионата с 17 голами, уступив только Михаилу Михолапу (33). Весной 1997 года играл в первом дивизионе России за липецкий «Металлург», но не стал игроком основного состава, выйдя на поле только 8 раз, из них семь раз на замену. В середине 1997 года вернулся в «Сконто», где спустя два года завершил карьеру из-за травмы.
В начале 2000-х годов играл в чемпионате Латвии по мини-футболу. Также играл на любительском уровне в соревнованиях по футболу и мини-футболу в Латвии и Одессе.
После окончания карьеры живёт в Риге. Окончил ЮУГПУ им. К. Д. Ушинского.

## Достижения
- Чемпион Латвии (4): 1995, 1996, 1997, 1998
- Обладатель Кубка Латвии (3): 1995, 1997, 1998
- Финалист Кубка Латвии (1): 1996
- Обладатель Кубка Украины (1): 1992